# Tunel Sveti Ilija
Tunel Sveti Ilija (česky Svatý Elijáš) se nachází ve Splitsko-dalmatské župě v Chorvatsku na státní silnici D76. Spojuje pobřeží u letoviska Baška Voda s dalmatským vnitrozemím za pohořím Biokovo (Imotska krajina) a s chorvatskou dálnicí A1. Je to jediný tunel v Evropě ražený v krasovém masívu.
Tunel se nazývá dle stejnojmenné hory v pohoří Biokovo (Sv. Ilija – 1642 m n. m.), v jehož masívu je proražen. Je také v Chorvatsku tunelem s nejvyšším nadložím, které je vysoké více než 1300 metrů. Šířka tunelu činí 11 metrů a vozovka s dvěma jízdními pruhy je široká 7,7 metru. Na jižní, přímořské straně tubusy ústí u obce Bast nad letoviskem Baška Voda. Na vnitrozemské, severní straně u osady Rastovac u Zagvozdu.

## Výstavba tunelu

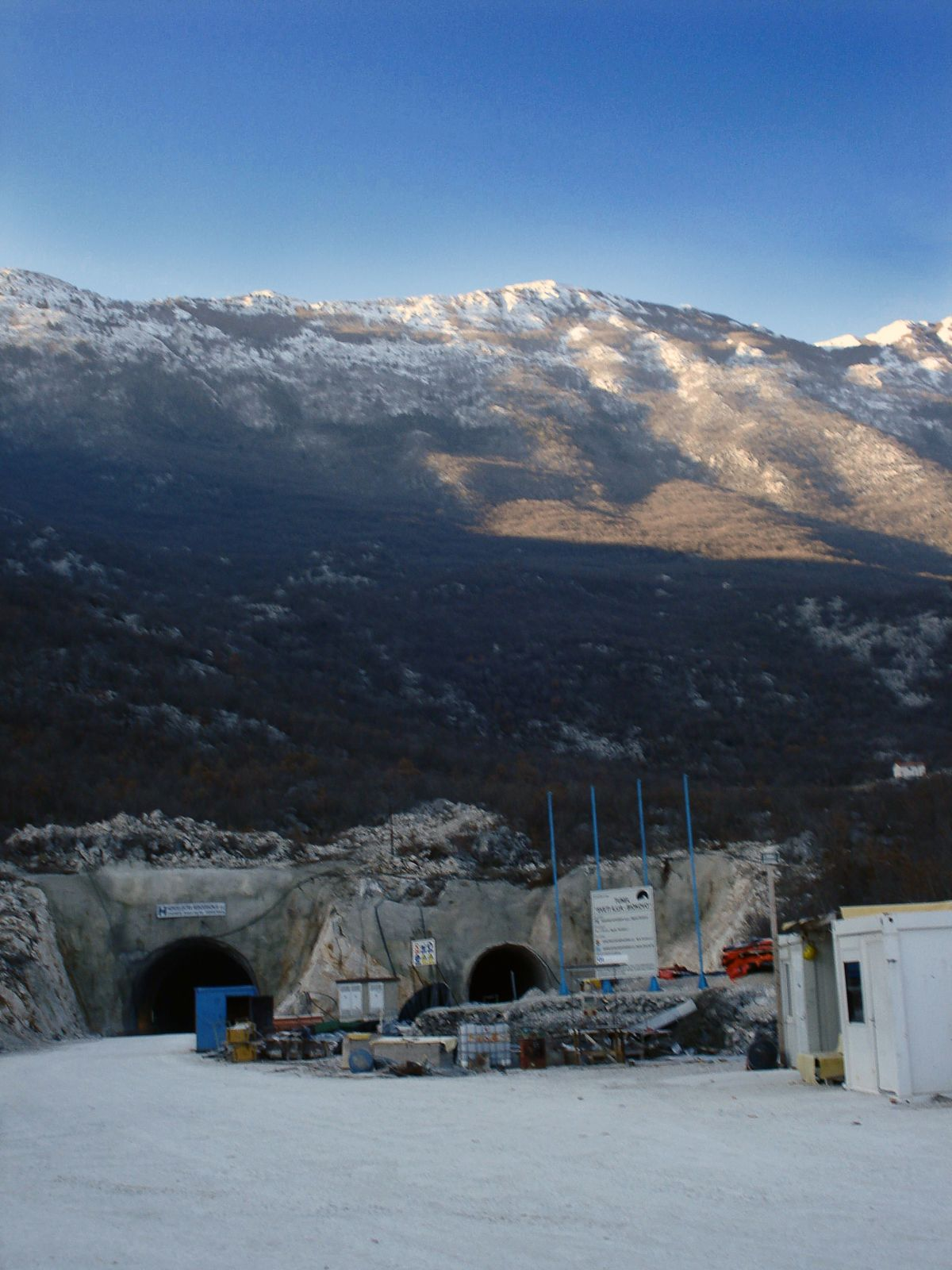
Severní portál během výstavby

Tunel se začal budovat v roce 2008 a o dva roky později byl proražen. V roce 2011 se práce téměř zastavily kvůli nedostatku financí a nevyřešeným majetkovým sporům na severní straně. Stavbu čtyřproudových přístupových komunikací na obou stranách tunelu převzala společnost Hrvatske autoceste (HAC), která začátkem prosince 2012 začala s výstavbou komunikací a stanovila lhůtu dokončení asfaltování do konce téhož roku.
V lednu 2012 se začala stavět silnice od severního portálu k dálničnímu exitu Zagvozd (2,5 km) a o měsíc později byly zahájeny práce i na jižní straně. Silnice od jižního portálu tunelu se napojuje na Jadranskou magistrálu u letoviska Baško Polje (Autocamp Alem). Během listopadu 2012 probíhaly dokončovací práce a následně byl tunel vybaven signalizačním, ventilačním a bezpečnostním zařízením.
Svou délkou přes 4200 metrů se jedná o čtvrtý nejdelší tunel v Chorvatsku (po dálničních tunelech Mala Kapela, Sveti Rok a silničním tunelu Učka).
Z důvodu nedostatku financí a nevyřešených majetkových sporů byl termín otevření tunelu již několikrát odložen. Na konci srpna 2012 již bylo odkoupeno více než 90 % potřebných pozemků. Tunel byl slavnostně otevřen 8. července 2013 i přes protesty a demonstrace místních obyvatel, kteří nesouhlasili se zpoplatněním jeho průjezdu.

## Poplatky za průjezd
Poplatek za průjezd byl od 1.1.2018 zrušen.
Jako důvod zrušení poplatku byla uvedena skutečnost, že nikde jinde v Chorvatsku se neplatí poplatek za použití přístupových cest k vjezdu na dálnici.
Cena za jeden průjezd v HRK vč. DPH. Stav k 31.12.2017:
| Kategorie | IA   | I    | II   | III  | IV   |
| HRK       | 12,- | 20,- | 30,- | 45,- | 66,- |